# Jessica Lange
Jessica Phyllis Lange (Cloquet (Minnesota), 20 april 1949) is een Amerikaans filmactrice.

## Levensloop
Lange, de dochter van een handelsreiziger, is van Poolse en Finse komaf. Ze studeerde een tijdje kunst aan de Universiteit van Minnesota voor ze naar Parijs vertrok om daar mime te studeren. Later vertrok ze naar New York, waar ze werkte als serveerster en model voor Wilhelmina Models.
In 1976 kreeg ze de vrouwelijke hoofdrol in de remake van King Kong van Dino De Laurentiis. Haar debuutrol betekende bijna het einde van haar carrière: de critici waren ontevreden over haar optreden en ze kreeg dan ook zeer slechte kritieken. Pas drie jaar later zou ze weer te zien zijn in een film, namelijk All That Jazz van Bob Fosse uit 1979. In 1981 wist ze critici te overtuigen van haar talent met de sensuele hoofdrol als overspelige serveerster in Bob Rafelsons versie van The Postman Always Rings Twice, waarin ze tegenover Jack Nicholson speelde.
In 1982 speelde ze actrice Frances Farmer in Frances, een film over het dramatische leven van de actrice. Voor deze rol kreeg ze zeer lovende recensies en een Oscarnominatie. Op de set ontmoette ze ook haar nieuwe partner, acteur Sam Shepard. Ook voor een andere rol uit dat jaar werd ze genomineerd voor een Oscar. In Tootsie van Sydney Pollack speelde ze de mooie soapactrice waar Dustin Hoffman verliefd op wordt. Ze werd hiermee een van de weinige acteurs en actrices die in hetzelfde jaar een nominatie kreeg voor een Oscar voor beste hoofdrol en een voor beste bijrol. Uiteindelijk kreeg ze voor de laatste film de Academy Award voor beste vrouwelijke bijrol. Latere rollen zijn onder andere Sweet Dreams uit 1985, waarin ze countryzangeres Patsy Cline speelde, Music Box uit 1989 en Cape Fear van Martin Scorsese uit 1991. Voor Blue Sky uit 1994, waarin ze de instabiele vrouw van een militair speelt, kreeg ze de Academy Award voor beste actrice. In 1995 was ze te zien tegenover Liam Neeson in Rob Roy en in 2003 speelde ze de vrouw van Albert Finney in Big Fish van Tim Burton.
Vanaf de jaren negentig is Lange tevens regelmatig in het theater te zien. Ze maakte haar debuut op Broadway als Blanche Dubois in A Streetcar Named Desire van Tennessee Williams, tegenover Alec Baldwin. In 2000 speelde ze in Londen in het stuk Long Day's Journey Into Night van Eugene O'Neill. In 2019 speelde ze in het eerste seizoen Dusty Jackson in The Politician. 
Van 1971 tot 1981 was ze getrouwd met fotograaf Paco Grande en vanaf 1982 tot 2011 had ze een relatie met acteur/toneelschrijver Sam Shepard. Ze heeft drie kinderen, Alexandra (1981) met de Russische danser Mikhail Baryshnikov en Hanna (1985) en Walker (1987) met Shepard. Tegenwoordig woont ze in New York.
Jessica Lange is ambassadrice voor Unicef.

## Academy Awards en nominaties
- 1983 - Beste vrouwelijke bijrol - Tootsie (gewonnen)
- 1983 - Beste actrice - Frances (nominatie)
- 1985 - Beste actrice - Country (nominatie)
- 1986 - Beste actrice - Sweet Dreams (nominatie)
- 1990 - Beste actrice - Music Box (nominatie)
- 1995 - Beste actrice - Blue Sky (gewonnen)

## Filmografie
- King Kong (1976)
- All That Jazz (1979)
- The Postman Always Rings Twice (1981)
- Tootsie (1982)
- Frances (1982)
- Country (1984)
- Sweet Dreams (1985)
- Crimes of the Heart (1986)
- Far North (1988)
- Music Box (1989)
- Men Don't Leave (1989)
- Cape Fear (1991)
- Night and the City (1992)
- Blue Sky (1994)
- Losing Isaiah (1995)
- Rob Roy (1995)
- A Streetcar Named Desire (1995)
- A Thousand Acres (1997)
- Hush (1998)
- Titus (1999)
- Normal (2003)
- Big Fish (2003)
- Broken Flowers (2005)
- Don't Come Knocking (2005)
- Bonneville (2008)
- Grey Gardens (2009)
- American Horror Story (televisieserie) (2011)
- The Vow (2012)
- The Gambler III (2014)
- Marlowe (2022)